# Alejandro Moreno
Alejandro Enrique Moreno Riera (ur. 8 lipca 1979 w Barquisimeto) – wenezuelski piłkarz występujący na pozycji napastnika. Zawodnik klubu CD Chivas USA.

## Kariera klubowa
Moreno karierę rozpoczynał w 1998 roku w drużynie UNC Greensboro Spartans z amerykańskiej uczelni University of North Carolina at Greensboro. W 2002 roku poprzez MLS SuperDraft trafił do Los Angeles Galaxy. W MLS zadebiutował 20 kwietnia 2002 roku w zremisowanym 1:1 pojedynku z Dallas Burn. W tym samym roku zdobył z zespołem MLS Cup, a także otrzymał z nim nagrodę MLS Supporters' Shield. 4 lipca 2003 roku w zremisowanym 2:2 spotkaniu z New England Revolution strzelił pierwszego gola w MLS. W Galaxy spędził 3 sezony.
W 2005 roku Moreno odszedł do San Jose Earthquakes, także grającego w MLS. Pierwszy ligowy mecz zaliczył tam 3 kwietnia 2005 roku przeciwko New England Revolution (2:2). W tym samym roku otrzymał z klubem nagrodę MLS Supporters' Shield. W 2006 roku przeniósł się wraz z klubem do Houston i rozpoczął grę w zespole Houston Dynamo. W tym samym roku zdobył z nim MLS Cup.
Na początku sezonu 2007 Moreno przeszedł do innego klubu MLS, Columbus Crew. Zadebiutował tam 12 maja 2007 roku w zremisowanym 1:1 pojedynku z CD Chivas USA. W 2008 roku zdobył z zespołem MLS Cup. W tym samym roku, a także rok później otrzymał z nim nagrodę MLS Supporters' Shield.
W 2010 roku poprzez MLS Expansion Draft Moreno trafił do nowej ekipy MLS, Philadelphii Union. Ligowy debiut zanotował tam 26 marca 2010 roku przeciwko Seattle Sounders (0:2). W Philadelphii spędził jeden sezon.
W 2011 roku podpisał kontrakt z CD Chivas USA, również występującym w MLS. Zadebiutował tam 20 marca 2011 roku w przegranym 2:3 spotkaniu ze Sportingiem Kansas City.

## Kariera reprezentacyjna
W reprezentacji Wenezueli Moreno zadebiutował 19 lutego 2004 roku w zremisowanym 1:1 towarzyskim meczu z Australią. 20 sierpnia 2008 roku w wygranym 4:1 towarzyskim spotkaniu z Syrią strzelił pierwszego gola w drużynie narodowej. Brał udział w Copa América 2011.